# ودرینگ
ودرینگ (به آلمانی: Waidring) یک منطقهٔ مسکونی در اتریش است که در کیتسبول واقع شده‌است. ودرینگ ۶۳٫۷۵ کیلومتر مربع مساحت دارد ۷۷۸ متر بالاتر از سطح دریا واقع شده‌است.